# Jung Teater

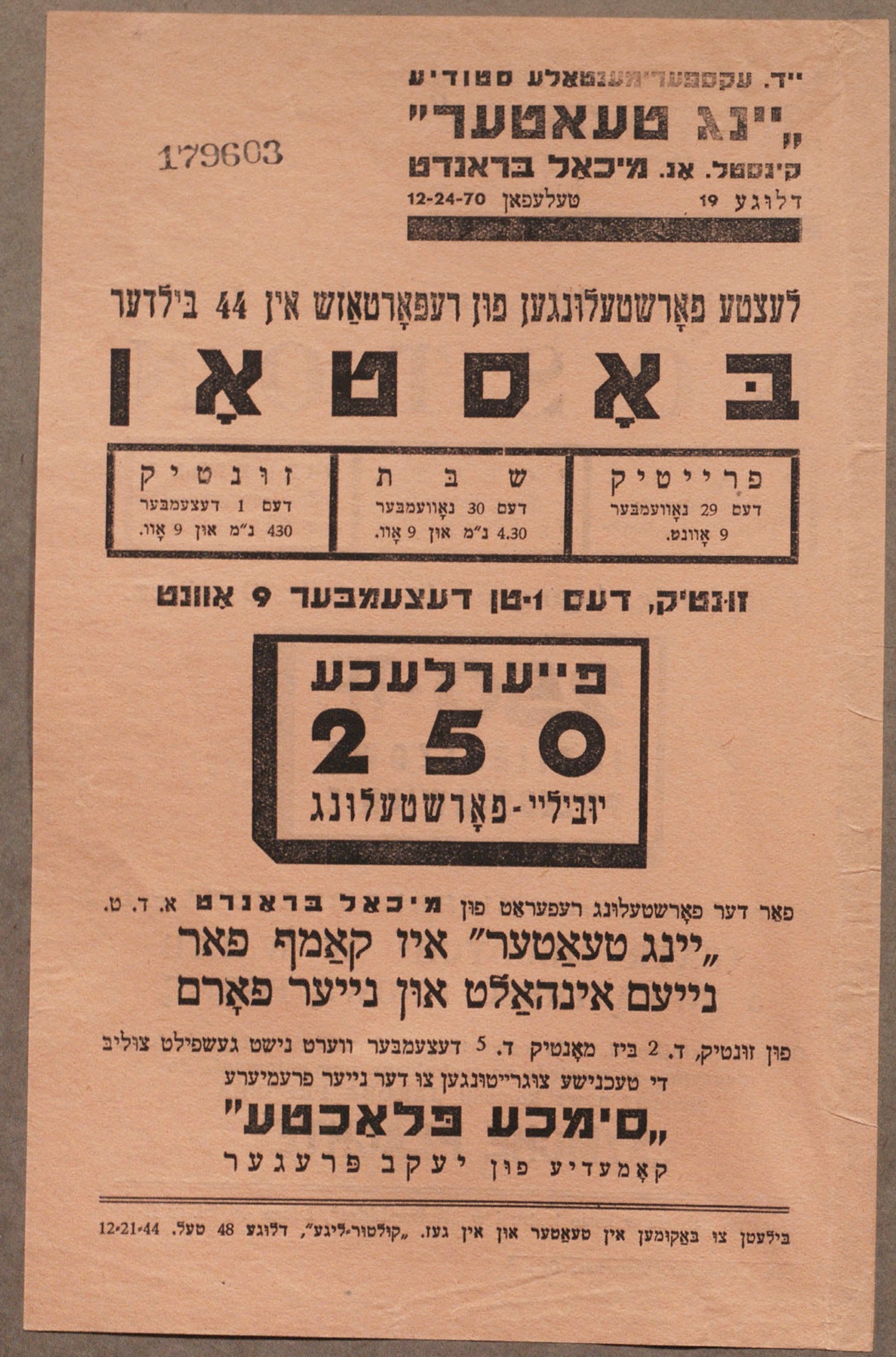
Ulotka w języku jidysz reklamująca sztukę Boston

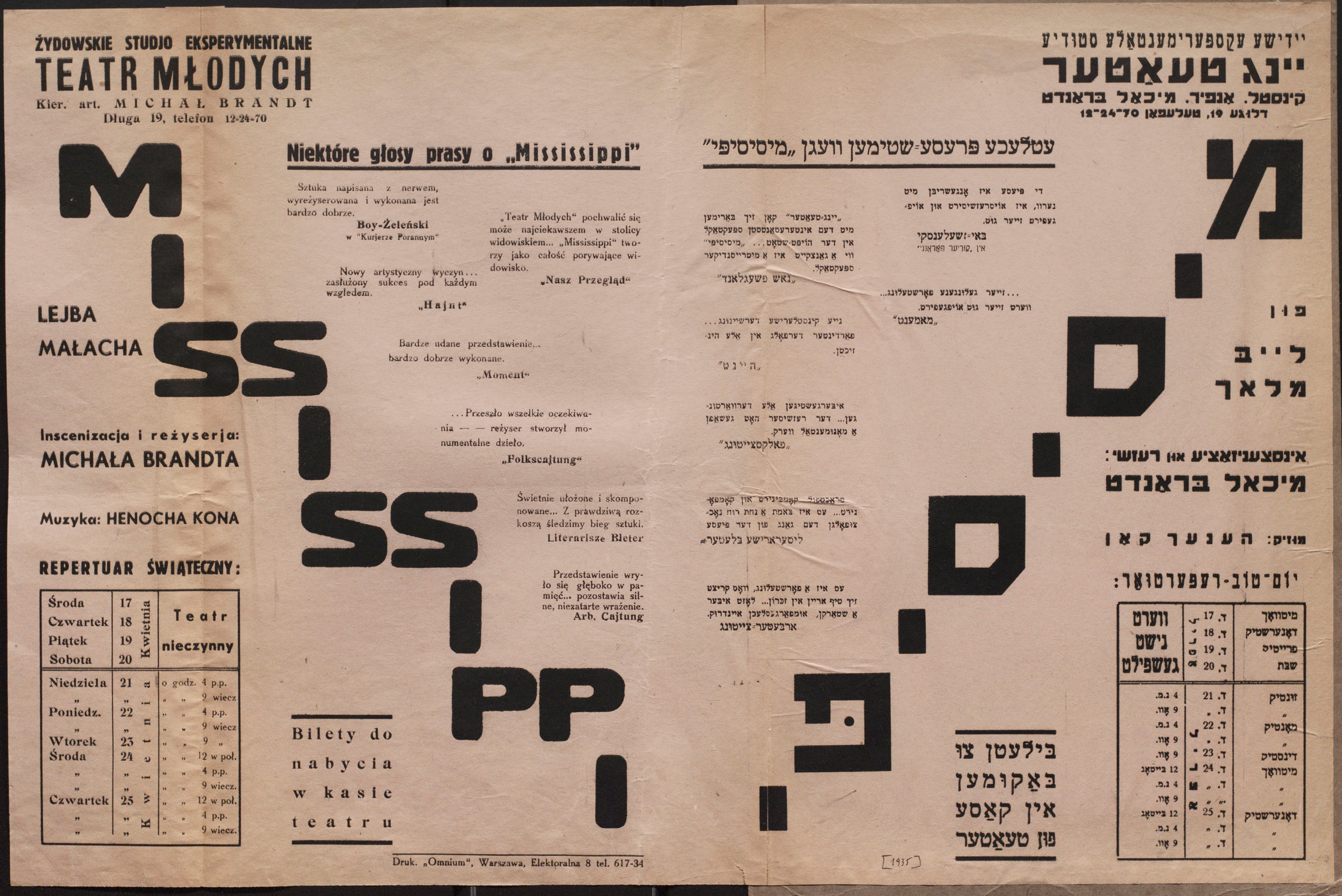
Plakat reklamujący sztukę Missisipi

Żydowskie Studio Eksperymentalne „Jung Teater” (pol. Teatr Młodych lub Młody Teatr) – półzawodowy, awangardowy teatr żydowski (jidyszowy) działający w II Rzeczypospolitej, w latach 1932–1937. Kierownikiem teatru był Michał Weichert, używający pseudonimu Michał Brandt.

## Historia
W działalność teatru zaangażowani byli absolwenci prowadzonego przez Weicherta Żydowskiego Studium Teatralnego, teatr miał charakter półzawodowy lub półamatorski, większość aktorów stanowili żydowscy robotnicy i rzemieślnicy. Teatr przez cały okres działalności spotykał się z problemami finansowymi oraz brakiem własnych sal, w związku z czym wiele spektakli odgrywano w salach związków zawodowych.
Najbardziej znaną sztuką wystawioną w teatrze był spektakl Boston, będący jednocześnie sztuką inaugrującą działalność teatru w lutym 1933 roku. W marcu 1934 roku premierę miał faktomontaż Krasin, który opisywał wydarzenia z wyprawy generała Nobilego i radzieckiej akcji ratunkowej uczestników wyprawy. Akcja spektaklu miała odbywać się na całej sali oraz między publicznością. Spektakl zagrano 110 razy, ostatni raz na przełomie czerwca i lipca 1934.
W marcu 1935 roku odbyła się premiera faktomontażu Missisipi, opisującego sprawę „chłopców ze Scottsboro”. Autorem scenariusza był Lejb Malach. Realizując sztukę wykorzystano nowe elementy: muzykę, taniec i pieśń. Sztuki wystawiane przez teatr opisywała w swoich wspomnieniach m.in. Zofia Nałkowska, a listy z gratulacjami dla aktorów przesyłał Stefan Jaracz.
W 1936 roku teatr pracował nad realizacją sztuki Grobowiec pod Łukiem Triumfalnym Paula Raynala, premiera nie odbyła się z powodu zakazu cenzury. Na mocy zarządzenia Wacława Żyborskiego, teatr pozbawiony został koncesji.
25 sierpnia 1936 roku teatr wznowił działalność jako Teatr Eksperymentalny Jung Bine (Młoda Scena). Pierwszą realizacją Młodej Sceny była sztuka Don Kichot żydowski Mendele Mojcher Sforima, w maju tego samego roku teatr ponownie stracił koncesję i został eksmitowany. Kierownictwu teatru grożono umieszczeniem w Miejscu Odosobnienia w Berezie Kartuskiej.
W 1937 roku teatr otrzymał nagrodę przyznawaną przez jury złożone z przedstawicieli Bundu, YIVO, żydowskiego PEN Clubu i Centralnej Żydowskiej Organizacji Szkolnej. W związku z tą nagrodą otrzymał także nagrodę pieniężną od Ministerstwa Oświaty.
22 lipca 1937 roku zarejestrowano Naj Teater (Teatr Nowy) w Wilnie, z siedzibą przy ulicy Nowogródzkiej 8 (obecnie Naugarduko). Teatr przygotowywał premierę sztuk Dęby Fiszela Bimki i Proces Edwarda Woola. Na przełomie 1937 i 1938 roku występował w Łodzi, a następnie w Krakowie. Następnie teatr powrócił do Warszawy i w 1939 roku został rozwiązany, łącząc się z Teatrem Ludowym i dla Młodzieży.
Stałym współpracownikiem teatru i kompozytorem muzyki do sztuk był Henryk Kon. Autorem dekoracji do wystawianych spektakli był architekt Szymon Syrkus. Z teatrem współpracował też Jakub Rotbaum.

## Koncepcja
Według koncepcji Weicherta, teatr miał być miejscem nowatorskim i eksperymentalnym. Sztuki realizowane przez teatr miały być silnie zaangażowane społecznie i wyrażać problematykę społeczną i humanitarną. W teatrze zniesiono scenę i kurtynę – zdarzenia odbywały się w różnych miejscach sali, między publicznością.
Ważnym elementem koncepcji Teatru Młodych było oświetlenie – oświetlone miało być wyłącznie miejsce akcji. Światło przerzucane było do różnych punktów sali, co dawało możliwość szybkiej i częstej zmiany obrazów scenicznych. Wydarzenia często rozgrywały się jednocześnie w kilku miejscach sali. Dekoracje miały być symboliczne i powściągliwe, a aktorzy mieli być widoczni z każdej strony, byli otoczeni przez widownię.

## Spektakle
Oryginalne teksty sztuk Boston i Krasin znajdują się w archiwum Michała Weicherta w Bibliotece Narodowej Izraela. Tekst sztuki Missisipi ukazał się w przekładzie na język hebrajski w 1934 roku w Tel Awiwie.

### Boston
Premiera przedstawienia miała miejsce w lutym 1933 roku w Warszawie. Pierwsze wystawienie sztuki odbyło się w Galerii Luxenburga w Warszawie, w sali cechu krawieckiego.
Sztuka stworzona była na podstawie tekstu Bernharda Blumego Im Namen des Volkes (W imieniu ludu), przedstawiającego proces Sacco i Vanzettiego. Sztuce nadano tytuł Boston z powodu sprzeciwu cenzury wobec nadania mu takiego samego tytułu jak dzieło Blume’a.
Sztuka przedstawia dwóch anarchistów jako ofiary ówczesnego porządku społecznego. Akcja obrazuje ich życie rodzinne, areszt, sąd, więzienie, strajk głodowy i egzekucję. Na afiszach określana była jako „reportaż sceniczny”. Akcja sztuki rozgrywała się dookoła publiczności, dwóch aktorów grających przysięgłych siedziało między widzami. W przerwach kolejni aktorzy grali sprzedawców bostońskich gazet.
Według Andrzeja Pronaszki, za architektoniczną, symultaniczną koncepcję sztuki odpowidali Bruno Zborowski i Szymon Syrkus. Według Leona Schillera spektakl był pierwszym eksperymentem teatru symultanicznego w Polsce.
Polską wersję sztuki przygotowywano w Studiu Teatralnym im. Stefana Żeromskiego na Żoliborzu, a jej premiera odbyła się w marcu 1933 roku.
Sztukę zagrano ponad 250 razy, dalsze przedstawienia zostały jednak zawieszone z powodu ingerencji cenzury. Spektakl widziało ponad 20 tysięcy widzów. Na spektaklach obecnych było wielu znanych literatów i dziennikarzy, m.in. Antoni Słonimski, Tadeusz Boy-Żeleński, Aleksander Zelwerowicz, Leon Schiller, Irena Solska i Emil Breiter.

### Trupa Tanencapa
Sztuka Trupe Tanentsap miała premierę we wrześniu 1933 roku. Autorem scenariusza i reżyserem był Michał Weichert. Sztuka opowiada o początkach teatru jidyszowego. Akcja spektaklu dzieje się w galicyjskim sztetlu, gdzie jidyszowa grupa teatralna przygotowuje wystawienie komedii Di bejde Kuni-Leml Abrahama Goldfadena.

### Krasin

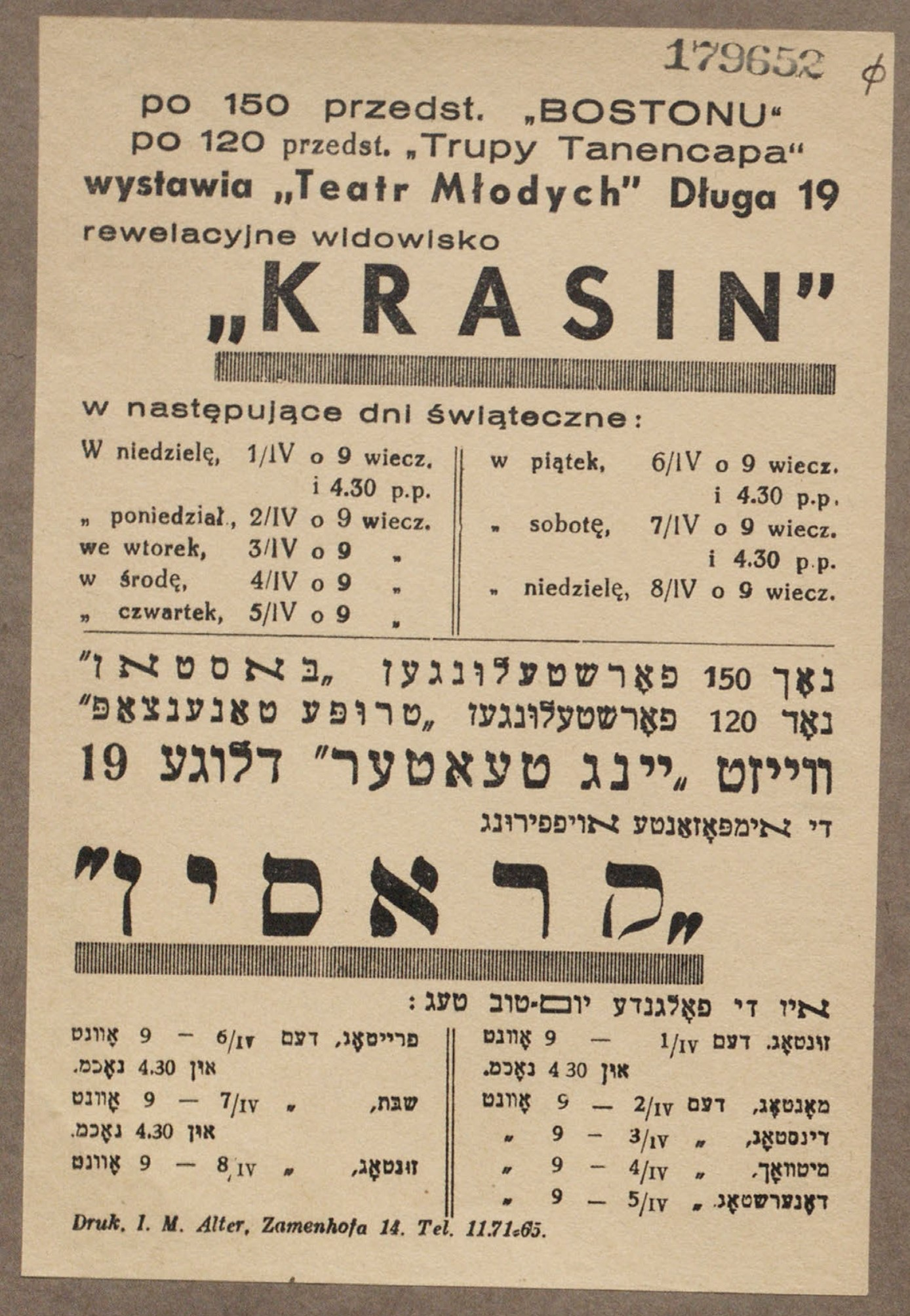
Ulotka spektaklu Krasin

Premiera sztuki Krasin odbyła się w Warszawie w marcu 1934 roku, w wynajętej przez teatr sali związków zawodowych przy ulicy Długiej 19.
Spektakl opowiadał historię wyprawy Nobilego na biegun północny oraz akcji ratunkowej przeprowadzonej przez radziecki lodołamacz Krasin.
Sztuka opierała się na koncepcji rozrzucenia obrazów scenicznych po całej sali. Scenariusz oparty był na niemieckim słuchowisku radiowym z 1930 roku autorstwa Friedricha Wolfa i wspomnieniach uczestników wydarzeń. Przedstawienie podkreślało poświęcenie radzieckich marynarzy i lotników. Sztuka rozpoczynała się wykonaniem hymnu narodowego faszystowskich Włoch Giovinezza, a kończyła się odegraniem Międzynarodówki.
Akcja również odbywała się obok publiczności – odziani w grube futra aktorzy występowali na obitych białym płótnem deskach symbolizujących lód, ustawionych tuż obok krzeseł dla publiczności. Na całej sali przedstawiono różne miejsca i punkty na świecie: lodowce z rozbitkami, lodołamacz, plac Czerwony w Moskwie i moskiewską radiostację, miejsce pobytu badacza Sajmołowicza, dom radioamatora w Dyneburgu, radiostacje w Rzymie, Nowym Jorku, Kopenhadze, Warszawie i innych miejscach.
Sztukę zagrano 110 razy.

### Missisipi
Scenariusz Missisipi napisał Lejb Małach na zamówienie teatru. Premiera odbyła się w marcu 1935 roku w Warszawie.
Sztuka opowiada o siedmiu Afroamerykanach skazanych na śmierć za rzekome zgwałcenie dwóch białych kobiet. Akcja sztuki odbywała się m.in. w jadącym pociągu towarowym, ponownie także akcja rozgrywała się w kilku miejscach jednocześnie. Według Weicherta akcja i dialogi zostały skonstruowane w taki sposób, aby wydarzenia ukazane w jednym miejscu wywoływały reakcję w innym. A obrazy i dialogi w poszczególnych miejscach miały się uzupełniać i łączyć ze sobą.
Scenografia spektaklu przygotowana została przez grupę studentów ostatniego roku Akademii Sztuk Pięknych w Warszawie, zorganizowanych przez Weicherta w Koło Plastyków przy Teatrze Młodych.
Sztukę wystawiano m.in. przy wygłaszaniu referatów na temat trudnych warunków czarnoskórej ludności w USA przez przedstawicieli związków zawodowych. Razem sztukę wystawiono około 110 lub 120 razy.

### Inne sztuki
W 1934 roku zrealizowano sztukę Napoleons ojcer na podstawie komedii Poszukiwacze złota Szolema Alejchema. Władysław Zawistowski przyznał teatrowi jednorazowe subsydium w ramach nagrody za wykonanie sztuki.
W grudniu 1935 roku miał premierę spektakl Symche Płachta Jakuba Pregera. 1 października 1936 roku wystawiono sztukę Wocek Georga Büchnera. W marcu 1937 roku, już jako Jung Bine, wyreżyserowali Don Kichota żydowskiego Mendele Mojcher Sforima. W 1938 roku wystawiono Di amerikaner tragedye na podstawie dzieł Mendele Mojcher Sforima i Theodora Dreisera.